# Nave Redonda
Nave Redonda é uma localidade portuguesa do Município de Figueira de Castelo Rodrigo, com 41 habitantes (2011).
Foi sede de freguesia no antigo concelho de Castelo Rodrigo, tendo sido anexada à Freguesia de Castelo Rodrigo quando passaram a integrar o concelho (atual município) de Figueira de Castelo Rodrigo.